# Гіхо-де-Корія
Гіхо-де-Корія (ісп. Guijo de Coria) — муніципалітет в Іспанії, у складі автономної спільноти Естремадура, у провінції Касерес. Населення — 234 особи (2010).
Муніципалітет розташований на відстані близько 240 км на захід від Мадрида, 70 км на північ від Касереса.

## Демографія
Динаміка населення (INE ):